# Egyptens tjugonionde dynasti
Egyptens tjugonionde dynasti varade 399–380 f.Kr. Dynastin räknas oftast till Sentiden i det forntida Egypten. Den tjugonionde dynastin regerade från Mendes i Nildeltat. Dynastin tog slut när dess sista härskare Neferites II blev besegrad och avrättad av Nektanebo I som grundade den trettionde dynastin.
| Namn         | Datum         |
| ------------ | ------------- |
| Neferites I  | 399–380 f.Kr. |
| Psammuthis   | 393 f.Kr.     |
| Hakoris      | 393–380 f.Kr. |
| Neferites II | 380 f.Kr.     |